# Malovîdne, Bahciîsarai
Malovîdne (în ucraineană Маловидне) este un sat în comuna Aromatne din raionul Bahciîsarai, Republica Autonomă Crimeea, Ucraina.

## Demografie
Componența lingvistică a localității Malovîdne
     Rusă (58,95%)
     Tătară crimeeană (26,04%)
     Ucraineană (6,87%)
     Alte limbi (0,18%)
Conform recensământului din 2001, majoritatea populației localității Malovîdne era vorbitoare de rusă (58,95%), existând în minoritate și vorbitori de tătară crimeeană (26,04%) și ucraineană (6,87%).